# Oscar Sorto
Oscar Sorto (n. 13 de septiembre de 1994; Los Ángeles, California) es un futbolista salvadoreño nacido en Estados Unidos. Juega de defensor.

## Trayectoria

### Los Angeles Galaxy
Oscar Sorto es producto de la cantera del Los Angeles Galaxy. El 16 de abril de 2012, firmó una carta de intención de jugar al fútbol en la Universidad de California en Bakersfield. No obstante, el 11 de diciembre de ese mismo año, decidió convertirse en profesional y fichó con el club que lo formó, el Los Angeles Galaxy. Hizo su debut profesional el 25 de septiembre de 2013 en la victoria 3-0 sobre el Cartaginés de Costa Rica por la fase de grupos de la CONCACAF Champions League.

## Clubes
Actualizado al último partido jugado el 3 de marzo de 2019.
| Los Angeles Galaxy Estados Unidos           | 1.ª                 | 2013                | 0   | 0 | - | - | 2 | 0 | 2   | 0 |
| Los Angeles Galaxy Estados Unidos           | Total               | Total               | 0   | 0 | 0 | 0 | 2 | 0 | 2   | 0 |
| LA Galaxy II Estados Unidos                 | 3.ª                 | 2014                | 24  | 0 | - | - | - | - | 24  | 0 |
| LA Galaxy II Estados Unidos                 | Total               | Total               | 24  | 0 | 0 | 0 | 0 | 0 | 24  | 0 |
| Los Angeles Galaxy Estados Unidos           | 1.ª                 | 2014                | 1   | 0 | - | - | - | - | 1   | 0 |
| Los Angeles Galaxy Estados Unidos           | Total               | Total               | 1   | 0 | 0 | 0 | 0 | 0 | 1   | 0 |
| LA Galaxy II Estados Unidos                 | 3.ª                 | 2015                | 20  | 0 | - | - | - | - | 20  | 0 |
| LA Galaxy II Estados Unidos                 | Total               | Total               | 20  | 0 | 0 | 0 | 0 | 0 | 20  | 0 |
| Los Angeles Galaxy Estados Unidos           | 1.ª                 | 2015                | 3   | 0 | 2 | 0 | 2 | 0 | 7   | 0 |
| Los Angeles Galaxy Estados Unidos           | Total               | Total               | 3   | 0 | 2 | 0 | 2 | 0 | 7   | 0 |
| LA Galaxy II Estados Unidos                 | 3.ª                 | 2016                | 20  | 0 | - | - | - | - | 20  | 0 |
| LA Galaxy II Estados Unidos                 | Total               | Total               | 20  | 0 | 0 | 0 | 0 | 0 | 20  | 0 |
| Los Angeles Galaxy Estados Unidos           | 1.ª                 | 2016                | 0   | 0 | 1 | 0 | - | - | 1   | 0 |
| Los Angeles Galaxy Estados Unidos           | Total               | Total               | 0   | 0 | 1 | 0 | 0 | 0 | 1   | 0 |
| Orange County SC Estados Unidos             | 2.ª                 | 2017                | 28  | 0 | 2 | 0 | - | - | 30  | 0 |
| Orange County SC Estados Unidos             | 2.ª                 | 2018                | 7   | 0 | - | - | - | - | 7   | 0 |
| Orange County SC Estados Unidos             | Total               | Total               | 35  | 0 | 2 | 0 | 0 | 0 | 37  | 0 |
| Santa Tecla Fútbol Club · El Salvador       | 1.ª                 | 2019                | 4   | 0 | - | - | - | - | 4   | 0 |
| Santa Tecla Fútbol Club · El Salvador       | Total               | Total               | 4   | 0 | 0 | 0 | 0 | 0 | 4   | 0 |
| Cal FC Estados Unidos                       | 5.ª                 | 2019                | 0   | 0 | 2 | 0 | - | - | 2   | 0 |
| Cal FC Estados Unidos                       | Total               | Total               | 0   | 0 | 2 | 0 | 0 | 0 | 2   | 0 |
| Total en su carrera                         | Total en su carrera | Total en su carrera | 107 | 0 | 7 | 0 | 4 | 0 | 118 | 0 |
| (2) No incluye goles en partidos amistosos. |                     |                     |     |   |   |   |   |   |     |   |

Inferiores/Reservas
| Club                        | País           | Año         | Partidos | Goles |
| --------------------------- | -------------- | ----------- | -------- | ----- |
| Pateadores                  | Estados Unidos | 2010 - 2011 |          |       |
| Los Angeles Galaxy Reservas | Estados Unidos | 2011 - 2013 | 8        | 0     |
| MesoAmerica FC              | Estados Unidos | 2024        | 1        | 0     |
| Total:                      | Total:         | Total:      | 9        | 0     |

### Selección nacional
| Selección             | Año                 | Partidos | Goles |
| --------------------- | ------------------- | -------- | ----- |
| Estados Unidos Sub-20 |                     |          |       |
| 2013                  | 2                   | 0        |       |
| Estados Unidos Sub-21 |                     |          |       |
| 2013                  | 1                   | 0        |       |
| Total en su carrera   | Total en su carrera | 3        | 0     |

### Participaciones en Copas del Mundo
| Mundial                               | Sede    | Resultado    |
| ------------------------------------- | ------- | ------------ |
| Copa Mundial de Fútbol Sub-20 de 2013 | Turquía | Primera fase |

## Selección nacional

### Selecciones juveniles
El 20 de mayo de 2013 Sorto fue convocado a la selección de Estados Unidos sub-20 con miras al Torneo Esperanzas de Toulón de 2013, en donde jugaría un partido el 5 de junio en la derrota 1-0 del combinado norteamericano frente a Corea del Sur. Dos días después, fue incluido en la lista final de jugadores que representaron a Estados Unidos en la Copa Mundial de Fútbol Sub-20 de 2013 en Turquía. Sorto jugó en los partidos frente a Francia y Ghana.

## Palmarés

### Campeonatos nacionales
| Título   | Club               | País           | Año  |
| -------- | ------------------ | -------------- | ---- |
| Copa MLS | Los Ángeles Galaxy | Estados Unidos | 2014 |